# Rhododendron columbianum
Rhododendron columbianum är en ljungväxtart som först beskrevs av Charles Vancouver Piper, och fick sitt nu gällande namn av Harri Harmaja. Rhododendron columbianum ingår i släktet rododendron, och familjen ljungväxter. Inga underarter finns listade i Catalogue of Life.

## Bildgalleri

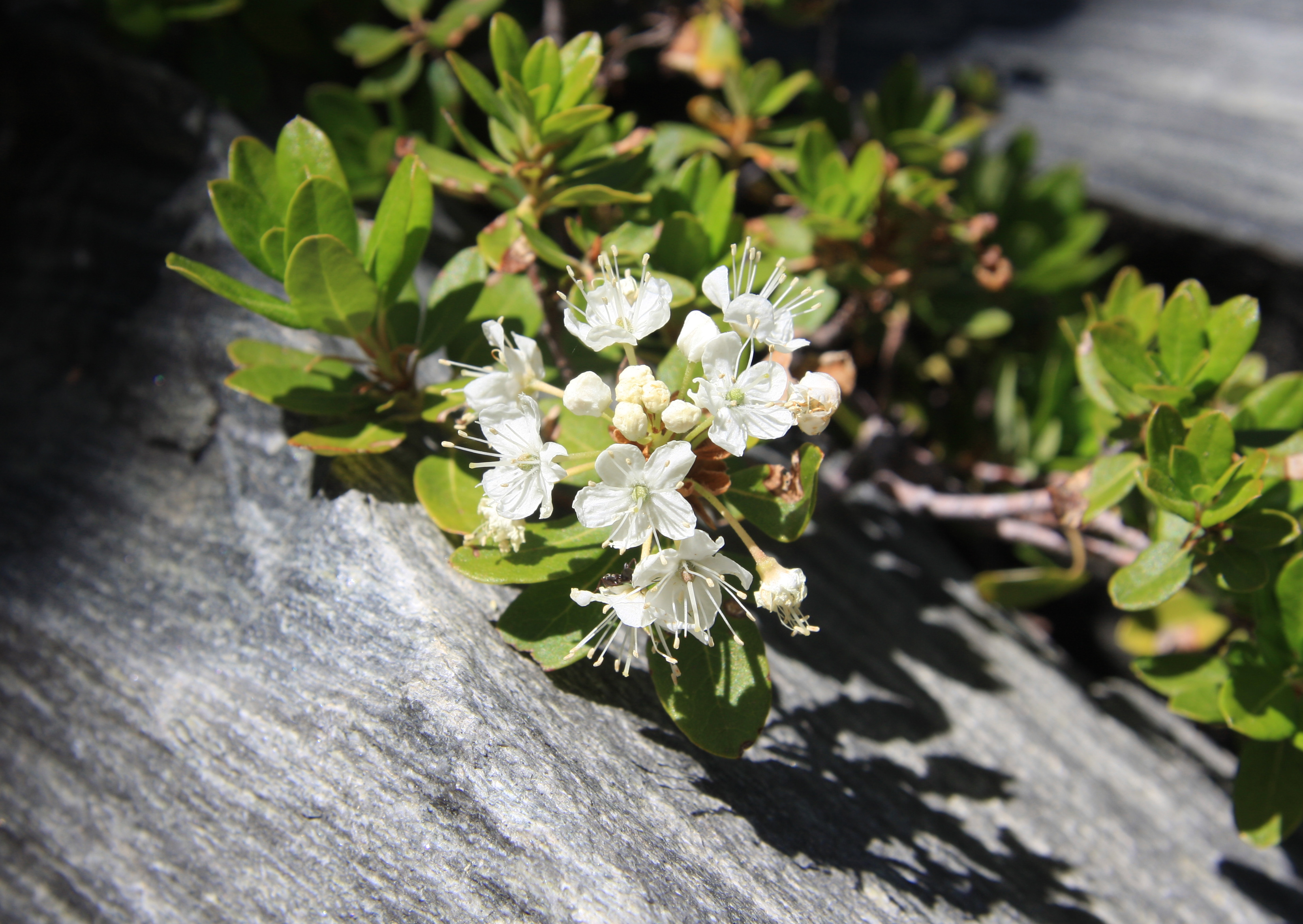
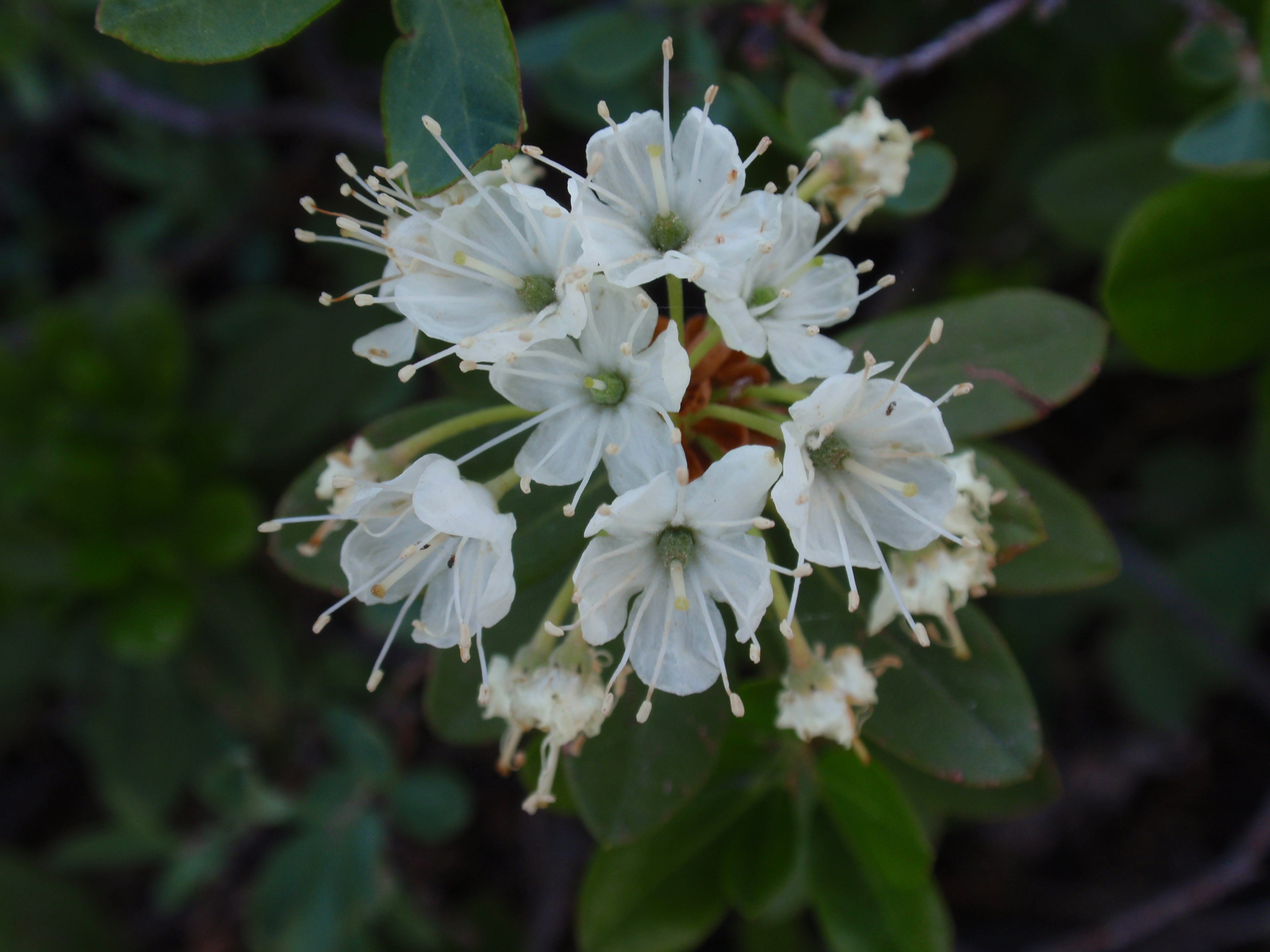
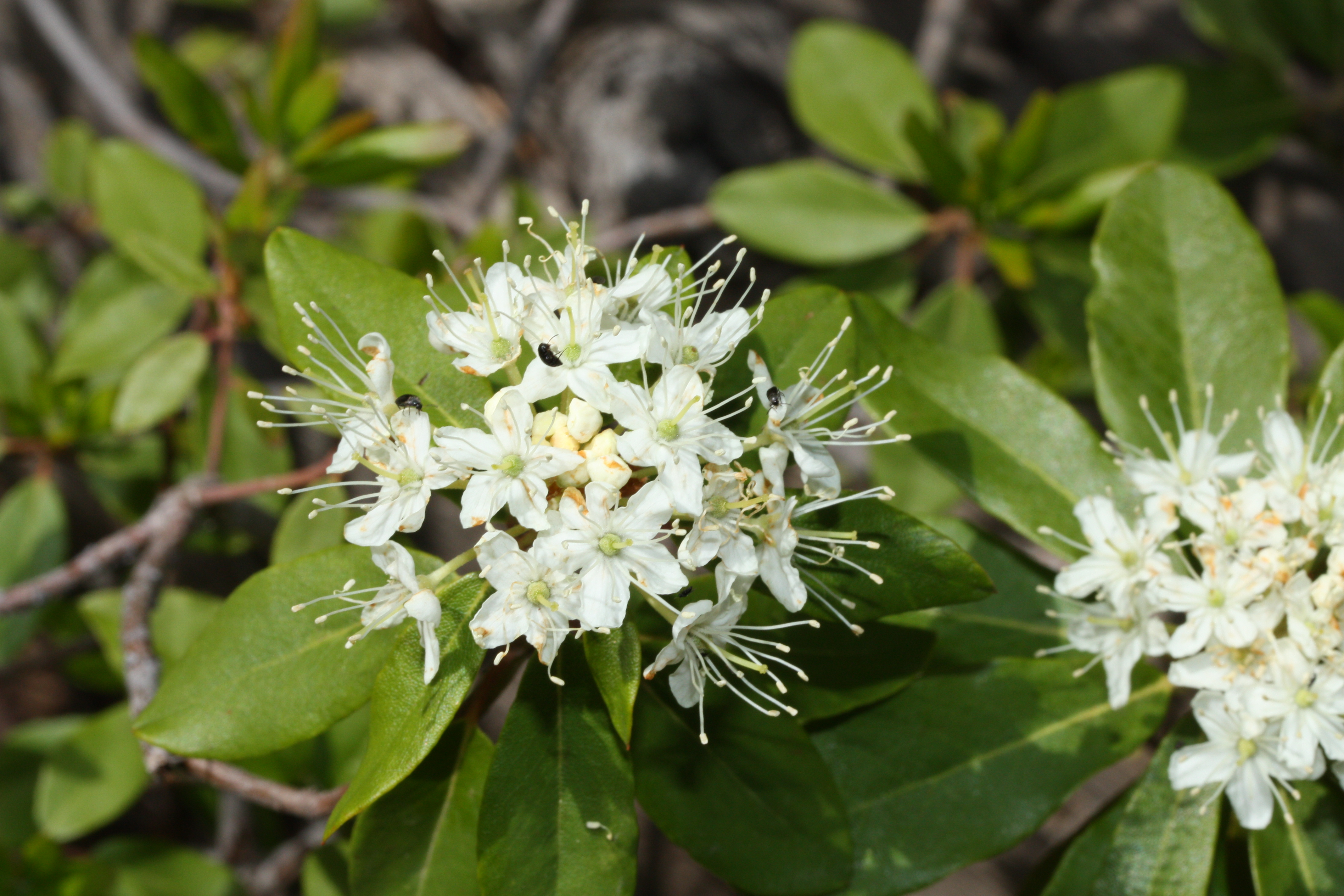
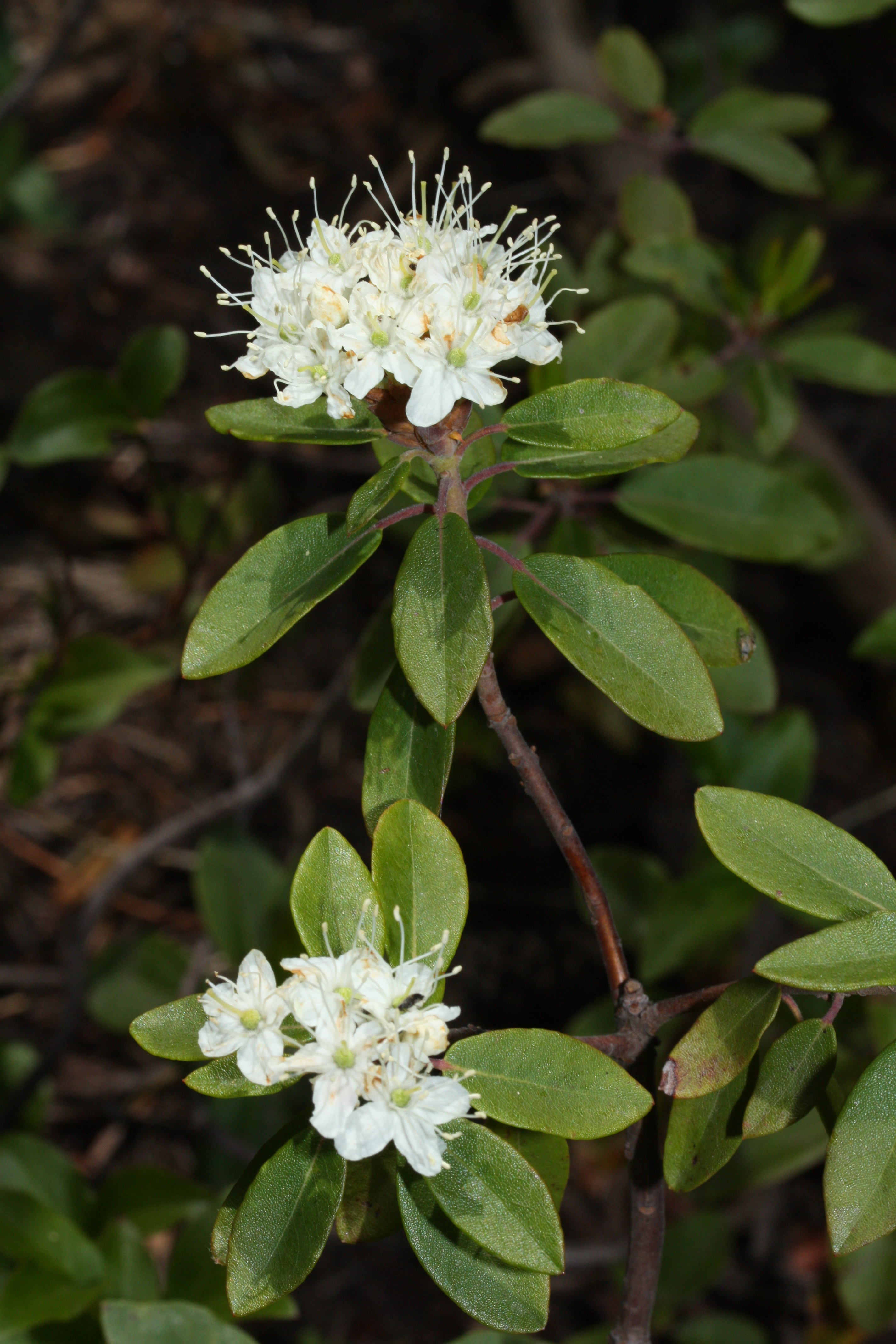
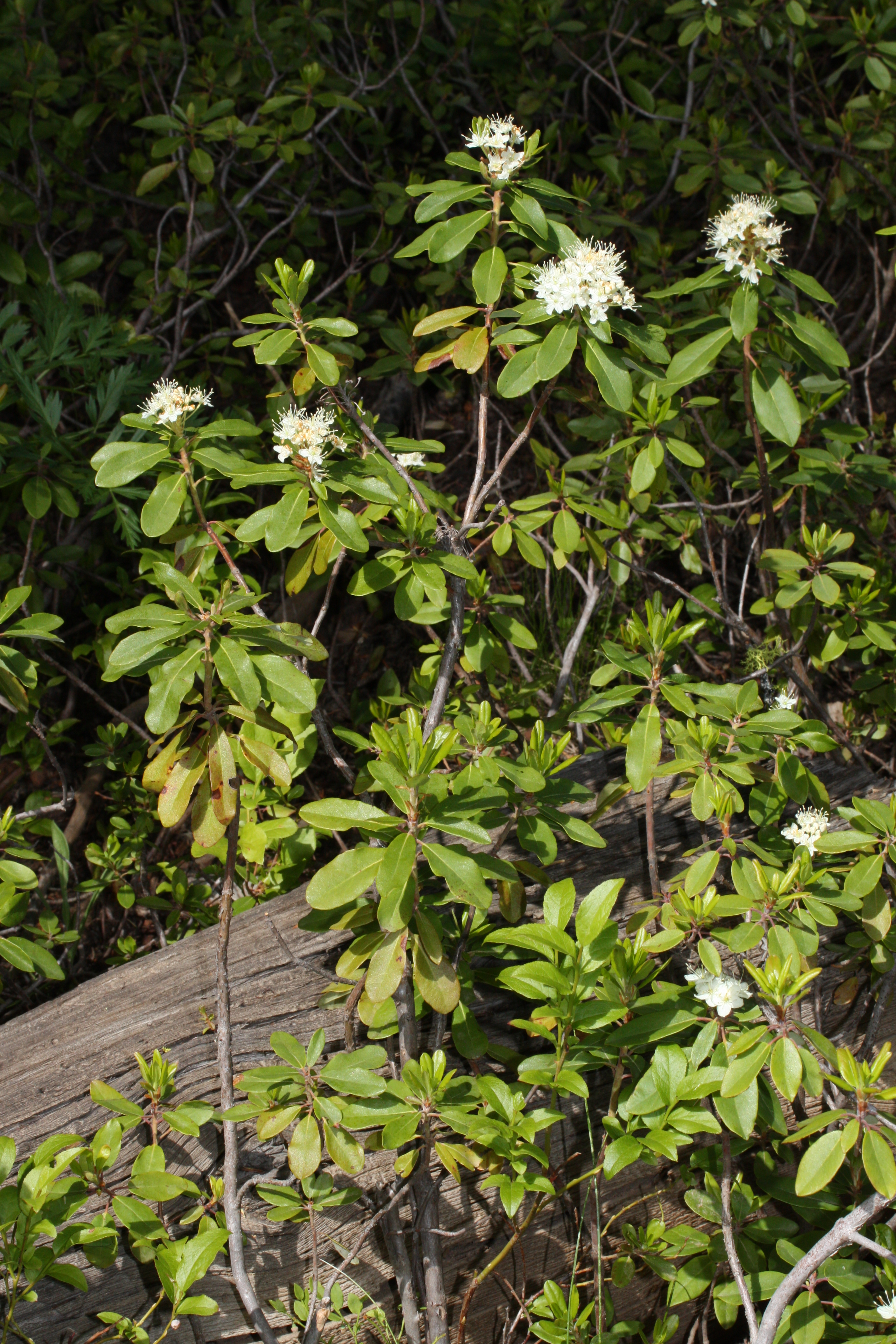
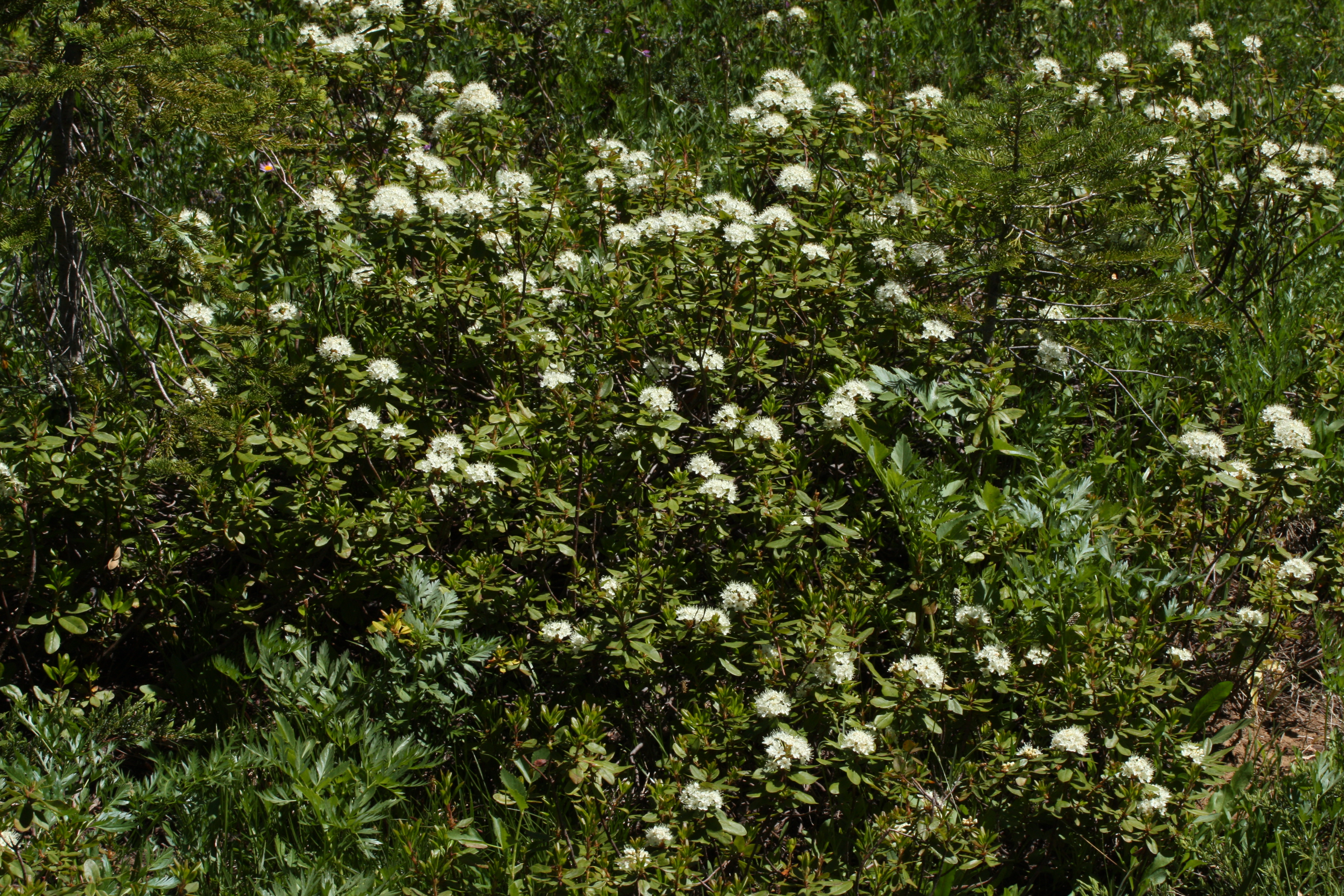